# Edmund Blunden
Edmund Charles Blunden (født 1. november 1896, død 20. januar 1974) var en  engelsk digter og kritiker.
Blunden studerede i Oxford og var 1924—27 professor i engelsk litteratur ved universitetet i Tokio. 
Som digter tilhører han nærmest den naturbeskrivende skole inden for engelsk poesi (for eksempel 
digtsamlingerne The Waggoner, 1920, og The Shepherd, 1922), men i hans senere samlinger: 
English Poems (1925), Retreat (1928) er der tegn til, at han har fået en videre horizont 
end landsbyens. Som kritiker har han gjort sig fortjent ved sin fremdragen af glemte digtere 
(som John Clare og Christopher Smart) og særlig ved sin vurdering (1927) af den carolinske digter 
Henry Vaughan, med hvem han følte sig åndsbeslægtet, uden dog at nå hans storhed i den poetiske opfattelse. 